# Baldwin-Whitcomb 60T
As Baldwin-Whitcomb 60T foram fabricadas pela Whitcomb Locomotive Works, subsidiária da Baldwin Locomotive Works, junto com as Whitcomb 66T (RVC e VFFLB) e Whitcomb 94T (EFS).
As primeiras locomotivas diesel-elétricas compradas pela Estrada de Ferro Vitória a Minas foram locomotivas de manobra tipo Center-Cab fabricadas em 1947, com motor diesel Cummins e sistemas elétricos da Westinghouse. Foram usadas principalmente para o serviço de transferência de vagões de minério na rampa entre Porto Velho e o cais de minério do morro de Atalaia, em Vitória-ES, sendo utilizadas neste serviço até por volta de 1955, quando substituídas pelas novas GMD B12. 
Vieram com os números 501 e 502. Posteriormente passaram a fazer serviços de manobra, sendo vendidas para a Acesita em 1967, onde até hoje fazem os serviços transferência de matéria-prima e transporte de produtos acabados, foram reformadas, perdendo a pintura da Águia da EFVM, sendo renumeradas 103 e 104. As locomotivas compradas pela EFVM eram similares a está da Simpson McCleary Door Plan.